# Leave It All to Me
«Leave It All To Me» es una canción de Miranda Cosgrove [feat. Drake Bell] incluida en el álbum iCarly: Mu. La canción fue escrita por Backhouse Mike y a su vez es el tema principal de la serie de televisión iCarly. 
La canción llegó a posicionarse en el número 100 de los Billboard, donde estuvo una semana y posteriormente desapareciendo de la lista.

## Video musical
En el video se muestra a Miranda Cosgrove,  Jennette McCurdy, Nathan Kress y Jerry Trainor. Cosgrove canta, Drake hace lo mismo, pero a su vez toca la guitarra, y el resto del elenco toca varios instrumentos y baila. Todos están dentro de una computadora portátil en el sitio web iCarly.com y también en el ficticio sitio web SplashFace que fue donde Carly y sus amigos subieron los videos de un concurso de talentos en el primer episodio.
- Datos: Q2380250